# Tetarom III
Tetarom III (prescurtare de la Transilvania Echipamente și Tehnologii Avansate produse în România), este al 3-lea parc industrial creat de Consiliul Județean Cluj. Parcul are o suprafață de 154,00 ha și se află în comuna Jucu.
Parcul este ocupat 97%, fiind create peste 6.500 locuri de muncă. Valoarea totală a investițiilor este de peste 350 milioane de Euro. Cei mai mari clienți sunt: Bosch, De'Longhi, Transilvania Construcții, Karl Heinz Dietrich.
Acces: (distanța de Tetarom III)
•E 60 (București – Budapesta) - 27 km
•A3 (București – Cluj - Oradea) - 37.2 km
•Aeroportul Internațional Cluj -  15 km
Suprafață: 154 ha
Investiții: peste 350 mil. Euro
Locuri noi de muncă: peste 6500
Clienți: 18
De´Longhi, Robert Bosch, Karl Heinz Dietrich, Transilvania Construcții, Il Caffe, Impro, Imperial, ES Elektro, Cosmetic Plant, Castolin Logistic,  Media Young, s.a.
- stadiu: 100% operațional
- grad de ocupare: 97%
- suparafață disponibilă pentru investiții: 5 ha